# Kopyciak żółtozielony
Kopyciak żółtozielony (Hoplia argentea) – gatunek chrząszcza z rodziny poświętnikowatych i podrodziny chrabąszczowatych. Zamieszkuje Europę.

## Taksonomia
Gatunek ten opisany został po raz pierwszy w 1761 roku przez Nikolausa Podę von Neuhausa pod nazwą Scarabaeus argenteus. W tym samym roku Karol Linneusz opisał go pod synonimiczną nazwą Scarabaeus farinosus.

## Morfologia

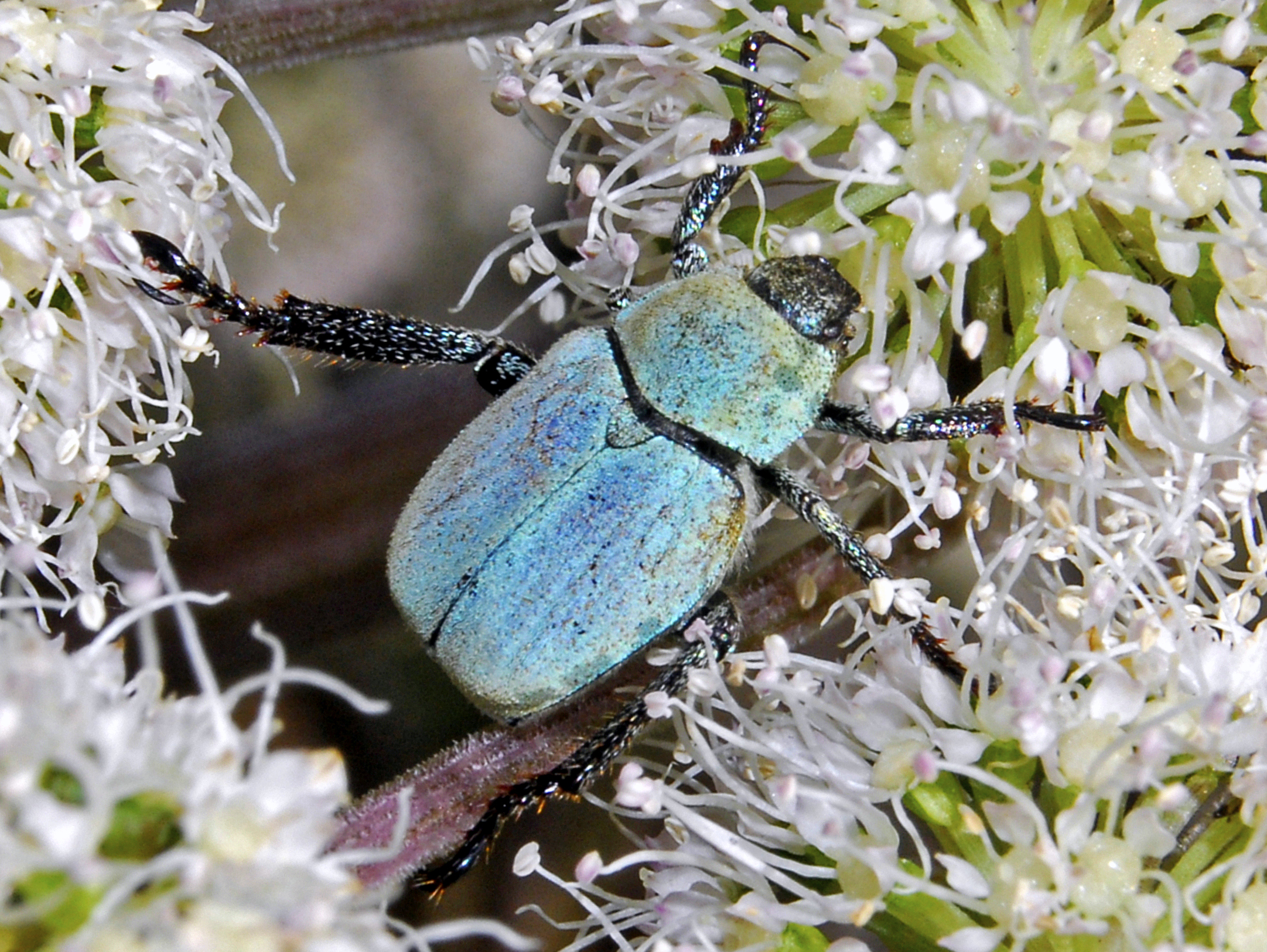
Forma o niebieskawym ubarwieniu

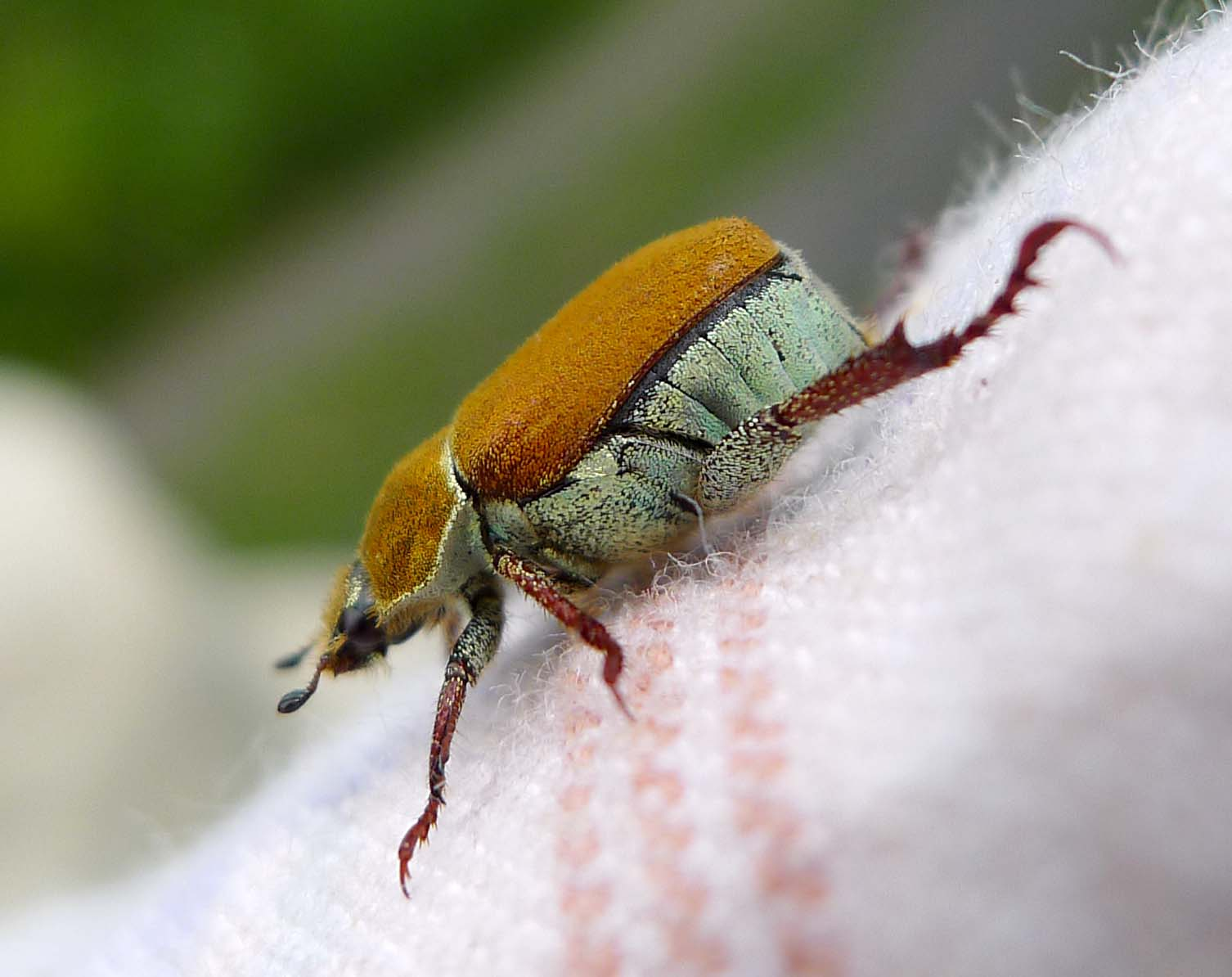
Forma o ubarwieniu brązowym

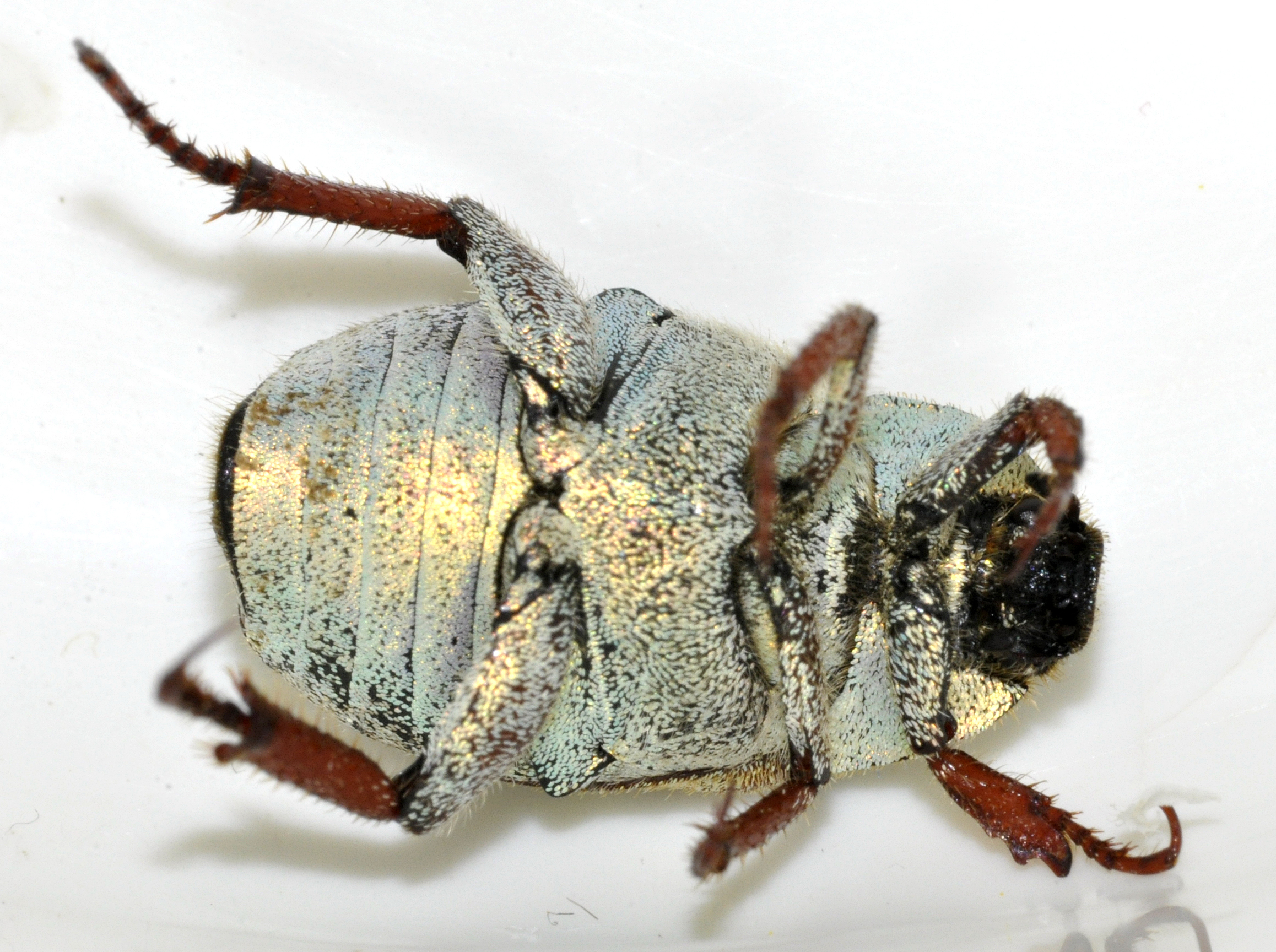
Widok od spodu

Chrząszcz o krótko-walcowatym ciele długości od 9 do 11 mm. Ubarwienie oskórka ma czarnobrunatne do czarnego, jednak bardzo gęsto porastają go regularnie rozmieszczone, okrągłe lub owalne łuski barwy na wierzchu ciała ochrowożółtej, seledynowej, niebieskozielonej, a rzadziej cynamonowobrązowej lub metalicznie zielonozłotej, a na spodzie ciała zwykle złocistej, przez co tło jest całkiem lub prawie całkiem niewidoczne. Na głowie, przedpleczu i pokrywach spomiędzy łusek wyrastają krótkie, jasne włoski, a na krawędziach przedplecza i pokryw występują także grubsze, krótkie szczecinki czy rzęski.
Głowa ma długi nadustek o przedniej części uniesionej słabiej niż u kopyciaka zielonego. Czułki są czarnobrązowe, u obu płci zbudowane z dziewięciu członów.
Przedplecze jest silnie wysklepione. Pokrywy mają silnie wyrażone guzy barkowe. Odnóża są ciemnobrązowe do czarnych, rzadko u samicy czerwonobrązowe, zwykle porośnięte barwnymi łuskami. U samca mają one stopy tęższe i krótsze niż u samicy, opatrzone dłuższymi pazurkami. Golenie przedniej pary mają dwa ząbki. Stopa przedniego odnóża osadzona jest na wysokości pierwszego zęba goleni, u samicy bardziej wycofana niż u samca. Stopy przedniej i środkowej pary cechują się pazurkiem zewnętrznym głęboko rozszczepionym, mniejszym i dochodzącym zwykle do ⅓ długości większego pazurka wewnętrznego. Odnóża tylnej pary charakteryzują się pazurkami nierozszczepionymi i wyposażonymi w rowek na stronie wewnętrznej.
Odwłok ma na każdym sternicie pojedynczy szereg szczecinek między łuskami. Propygidium tylko w okolicy pygidium jest porośnięte łuskami.

## Ekologia i występowanie
Owad ten zasiedla skraje lasów, polany, suche łąki, murawy, ogrody, parki i sady. Rozmieszczony jest głównie w górach i na przedgórzach, w Alpach osiągając rzędne 2600 m n.p.m. Osobniki dorosłe aktywne są od końca kwietnia lub maja do lipca lub początku sierpnia, przy czym szczyt pojawu przypada na maj i czerwiec. Żerują na kwiatach rozmaitych roślin, najchętniej drzew i krzewów.
Gatunek palearktyczny, europejski, znany z Francji, Belgii, Luksemburga, Niemiec, Szwajcarii, Austrii, Włoch, Słowacji, Węgier, Rumunii, Słowenii, Chorwacji, Bośni i Hercegowiny, Serbii, Czarnogóry, Albanii, Macedonii Północnej, Grecji i europejskiej części Rosji.
Kopyciak ten na „Czerwonej liście zwierząt ginących i zagrożonych w Polsce” umieszczony został jako prawdopodobnie gatunek wymarły (EX?). Istnieje pojedynczy rekord historyczny z Tarnowa, natomiast pozostałe doniesienia z Polski wynikały z pomylenia go z kopyciakiem zielonym. Niewykluczone jest jego ponowne stwierdzenie na południu kraju.